# Liste von Elektroflugzeugen
Die Liste von Elektroflugzeugen führt Flugzeuge auf, die ausschließlich von elektrischer Energie angetrieben werden.
Die Lange Antares ist das erste personentragende Elektroflugzeug, das 2006 eine Typzulassung der Europäischen Agentur für Flugsicherheit erhalten hat und seriell produziert wird. Die slowenische Pipistrel Velis Electro ist ein weiteres Elektroflugzeug mit EASA-Zulassung.
| Name             | Firma                                          | Jahr           | Geschwin- digkeit (km/h) | Reich- weite (km)              | Akku                   | Bemerkungen, Quelle |
| ---------------- | ---------------------------------------------- | -------------- | ------------------------ | ------------------------------ | ---------------------- | --- |
| LF-20            | Lange Aviation GmbH                            | 1999           | 280                      | 120                            | Metall-Hydrid          | Antriebsstrang-Prototyp |
| Antares 20E      | Lange Aviation GmbH                            | 2003           | 280                      | 210                            | Lithium Ionen          | EASA Zulassung 2006, Flugerfahrung über Flotte >180.000 Flugstunden                                                                 |
| Arcus E          | Lange Aviation GmbH, Schempp-Hirth Flugzeugbau | 2009           | 280                      | 110                            | Lithium Ionen          | Basiert auf dem Antrieb der Antares 20E                                                                                             |
| Antares DLR-H2   | Lange Aviation GmbH, DLR                       | 2009           | 170–300                  | >750 (>2.000 in 4-POD-Version) | Brennstoffzelle        | Details im Luftfahrtlexikon, siehe auch: Wasserstoffflugzeug                                                                        |
| Elektra One      | PC-Aero GmbH (später Elektra Solar GmbH)       | 2011           | 160                      | 220                            | Lithium Ionen          | zugelassen durch DULV, D-MELN, Basis einer ganzen Baureihe von bemannten und unbemannten Elektroflugzeugen                          |
| Antares 23E      | Lange Aviation GmbH                            | 2011           | 280                      | 185                            | Lithium Ionen          | 42kW Elektromotor, 2 Meter Propellerdurchmesser                                                                                     |
| Elektra Two      | Elektra Solar GmbH                             | 2017           | 170                      | 400                            | Lithium Ionen          | bemannte und unbemannte Stratosphären-Flugzeuge, u. a. Einzelzulassung als „Solar Stratos“, Kennzeichen HB-SXA                      |
| Velis Electro    | Pipistrel, Slowenien                           | 2020 Zulassung |                          | 100                            | Akku                   | Stückzahl 65; Bestellungen für über 80 Maschinen. Pro Monat werden fünf Maschinen produziert                                        |
| Antares 21E      | Lange Aviation GmbH                            | 2021           | 280                      | 385                            | Lithium-Ionen          | Neuartiges Batteriesystem Antares RED.3, 5.600 Meter Steighöhe                                                                      |
| Elektra Trainer  | Elektra Solar GmbH                             | 2022           | 180                      | 300 (400 mit Zusatzbatterien)  | Lithium Ionen          | Erstflug Juni 2022 in EDJA, Einzelstückzulassung 19.01.2023; Musterzulassung Kennblatt 1012-24 1 am 30.10.2024, in Serienproduktion |
| Eviation Alice   | Eviation Aircraft                              | 2022           | 401–481                  | 815–1045                       | Akku                   | Auslieferungen ab 2027, >160 Vorbestellungen (u. a. 12 von DHL); Februar 2025 Entwicklung gestoppt und alle Mitarbeiter entlassen   |
| eFlyer 800       | Bye Aerospace                                  |                | 593                      | 926                            | Akku                   | 6 Passagiere |
| ES-19            | Heart Aerospace, Göteborg                      | 2026           | 400                      | 200 elektrisch (400 hybrid)    | Akku                   | 30 Passagiere, 220 Vorbestellungen, 4 Elektromotoren mit jeweils 400 kW, Auslieferungen ab 2028                                     |
| HY4              | H2Fly GmbH                                     | 2016           | 200                      | 1500                           | Brennstoffzelle + Akku | 3 Passagiere und 1 Besatzung; erstes Flugzeug, das ausschließlich mit einem Brennstoffzellen- und Batteriesystem angetrieben wird   |
| ZeroAvia         | ZeroAvia Aircraft                              | 2023           | offen                    | 560 (geplant)                  | Brennstoffzelle + Akku | geplant sind bis zu 20 Passagiere                                                                                                   |
| Corsair e-motion | JH Aircraft GmbH                               | 2023           | 200                      | 200                            | Lithium Ionen          | Ultraleichtflugzeug bis 120 kg Leermasse                                                                                            |